# Antoine Guénée
Pour les articles homonymes, voir Guénée.
Antoine Guenée ou Guénée, né le 23 novembre 1717 à Étampes et mort le 27 novembre 1803 à Fontainebleau, est un prêtre et apologiste chrétien français.

## Biographie
Antoine Guénée naît le 23 novembre 1717 à Étampes en France.
Boursier, ayant fait ses études au Collège parisien des religieux Barnabites, Antoine Guenée devient le meilleur spécialiste français du grec et de l’hébreu. Il enseigne à La Sorbonne. L’abbé Antoine Guenée est un enseignant très apprécié pour sa compétence dans les langues anciennes. Ses multiples écrits sur le judaïsme et les origines de la religion chrétienne feront autorité dans l’Église.
Il a rédigé plusieurs ouvrages, dont le plus connu est Lettres de quelques Juifs portugais, allemands et polonais, à M. de Voltaire, paru à Paris en 1769. Le titre laisse entendre qu'il défend les Juifs. Cet ouvrage, réimprimé à plusieurs reprises, est traduit en anglais et d'autres langues. Cette apologie est écrite dans un « style pur, facile et agréable ».
Dans ce livre, Antoine Guénée récuse les théories antisémites de Voltaire développées dans son Dictionnaire philosophique : les Juifs vus comme un peuple de sauvages qui copulent avec des animaux et se nourrissent de chair humaine. En même temps, Guénée rappelle qu'ils ne sauraient être tenus pour un peuple déicide. Au passage, il souligne les erreurs et les incohérences de Voltaire, dont il met en évidence l'inculture notamment en matière de grec et d’hébreu. Cette réfutation lui vaut la colère de Voltaire qui l'accuse d'être le « valet d'un Juif ». Dans une lettre à d'Alembert du 23 novembre 1776, Voltaire ironise sur son changement de religion, et réitère son dénigrement dans sa correspondance suivante du 28 décembre. Pour Voltaire, « Le secrétaire juif, nommé Guénée, n’est pas sans esprit et sans connoissances; mais il est malin comme un singe, il mord jusqu’au sang en faisant semblant de baiser la main ».
Il meurt le 27 novembre 1803 à Fontainebleau en France.
En 1804, le feuillet Le spectateur français publie cet éloge : « Ces lettres sont la meilleure réfutation qui ait été faites des erreurs de Voltaire, et en dépit des philosophes, elles passeront à la postérité comme un chef-d’œuvre de goût et de raisonnement ».
Guénée a traduit quelques ouvrages.

## Œuvres
- (la) Ad urbem Lutetiam, cùm rex christianissimus Ludovicus XV sibi redditæ valetudinis concessarumque victoriarum grates acturus beatæ Mariæ templum solemni pompâ peteret, 1744 (une lettre de 4 pages célébrant la guérison de Louis XV), 1754
- (la) Serenissimo principi Ferdinando de Rohan, canonico argentoratensi, cum theses de universa philosophia propugnaret..., 1755
- Lettre du lévite Joseph Ben-Jonathan à Guillaume Vadé, accompagnée de notes plus utiles, 1765
- Lettre du rabin Aaron Mathathaï à Guillaume Vadé, traduite du hollandois par le lévite Joseph Ben-Jonathan, et accompagnée de notes plus utiles, 1765
- Lettres de quelques Juifs Portugais et Allemands, à M. de Voltaire, 1769. La quatrième édition, parue en 1776, s'intitule Lettres de quelques Juifs Portugais, Allemands et Polonais, à M. de Voltaire.
- Quakers à leur frère Voltaire
- Mémoires sur la fertilité de la Judée, 1771

Quelques traductions :
- Observations sur l'histoire et sur les preuves de la résurrection de Jésus-Christ..., 1757
- La Religion chrétienne démontrée par la conversion et l'apostolat de saint Paul..., 1754 (publiée à quelques reprises)